# Thiền viện Quảng Đức
Thiền viện Quảng Đức hiện tọa lạc ở số 294 đường Nam Kỳ Khởi Nghĩa (gần cầu Công Lý và chùa Vĩnh Nghiêm), thuộc phường 8, Quận 3, Thành phố Hồ Chí Minh, Việt Nam. Đây là một thiền viện lớn, là nơi đặt văn phòng 2 của Trung ương Giáo hội Phật giáo Việt Nam, đồng thời là nơi in ấn và phòng phát hành kinh sách của Thành hội Phật giáo Thành phố Hồ Chí Minh .

## Tổng quan

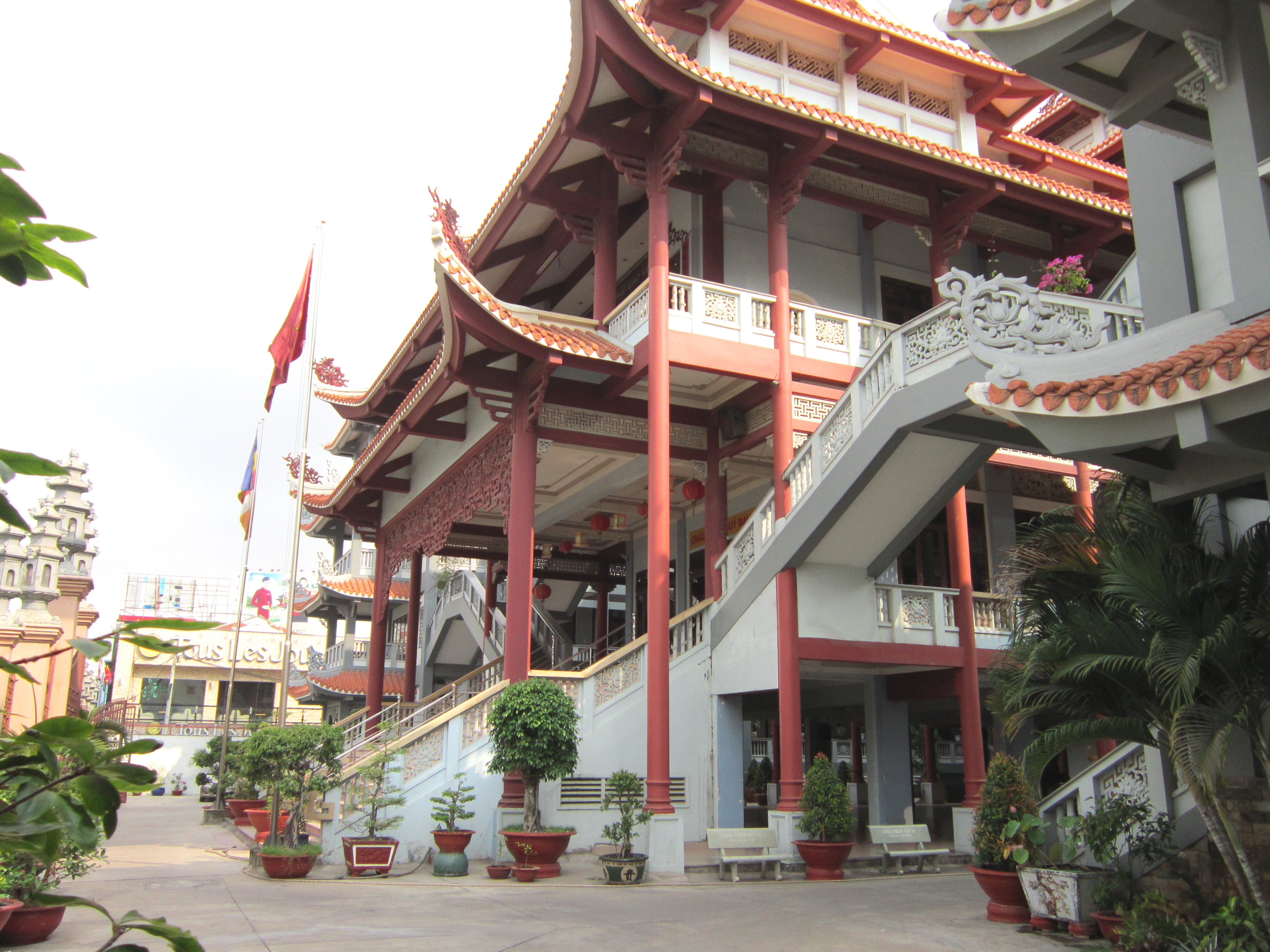
Một phần mặt tiền của ngôi chính điện

Thiền viện được Hòa thượng Thích Thiện Minh thành lập vào năm 1964 để làm nơi tu học cho các tu sĩ thuộc hệ phái Bắc tông. Cổng tam quan được khởi công xây dựng ngày 23 tháng 4 năm 1996, và hoàn thành vào năm đó. Năm 2004, ngôi chánh điện được đại trùng tu. Ngày 5 tháng 11 năm 2008, khởi công xây thêm khu Đông lang .
Toàn thể thiền viện được xây kiên cố bằng vật liệu thời hiện đại, với mặt tiền được thiết kế theo kiểu truyền thống với mái ngói đỏ uốn cong.
Điện Phật đặt ở tầng lầu được bài trí trang nghiêm. Ở giữa điện là pho tượng Phật Thích Ca cao 3,6 m, ngồi thiền định trên tòa sen cao 1,2 m, được làm lễ an vị ngày 13 tháng 1 năm 2005 dưới sự chứng minh của Hòa thượng Thích Trí Tịnh (lúc bấy giờ là Chủ tịch Hội đồng Trị sự Trung ương), Hòa thượng Thích Hiển Pháp, Phó Pháp Chủ Hội đồng Chứng minh kiêm Phó Chủ tịch Hội đồng Trị sự GHPGVN, cùng nhiều vị Hòa thượng lãnh đạo Phật giáo Việt Nam.
Tại đây, hàng năm đều có tổ chức các lễ lớn của Phật giáo, các lễ tưởng niệm chư Tăng có công với đạo pháp và dân tộc, đồng thời còn là nơi diễn ra lễ tổng kết và hội nghị thường niên do Trung ương Giáo hội Phật giáo Việt Nam tổ chức .
Hiện nay, trụ trì chùa là hòa thượng Thích Hiển Pháp và thượng tọa Thích Huệ Trí.